# Philip Morris
Philip Morris er et cigaretmærke, som markedsføres af firmaet Philip Morris International, som igen ejes af firmaet Altria Group. Philip Morris er PMIs' tredje største cigaretmærke efter Marlboro og L&M, set på salgstallene. I 2007 solgtes verden over 37 millioner Philip Morris-cigaretter.